# Hugo Vandenberghe
Hugo Jozef Vandenberghe (Kortrijk, 28 maart 1942) is een Belgisch voormalig politicus voor de CD&V en hoogleraar aan de rechtenfaculteit van de Katholieke Universiteit Leuven.

## Levensloop
Hugo Vandenberghe groeide op in Kortrijk en was er actief in de katholieke jeugdbeweging KSA. Naar eigen zeggen voerde hij voor het eerst een verkiezingscampagne in 1958, 16 jaar en nog niet kiesgerechtigd. Zijn keuze voor de CVP zag hij in die tijd als het normale verlengstuk van zijn sociale activiteiten. Later is zijn engagement in de CVP bepaald door het feit dat die partij verschillende sociale stromingen kent en niet geconcentreerd is op één sociaaleconomische analyse.

### Jurist
Na zijn middelbare school in Kortrijk studeerde Vandenberghe rechten aan de Katholieke Universiteit Leuven en behaalde in 1966 het diploma van doctor in de rechten en licentiaat in het notariaat, alsook in 1970 het diploma van geaggregeerde voor het hoger onderwijs. Sinds 1971 is hij advocaat aan de balie van Brussel en van 2012 tot 2014 was hij stafhouder van de Nederlandse Advocaten bij de Balie te Brussel (NOAB).
Van 1966 tot 1971 was Vandenberghe tevens wetenschappelijk navorser aan de KU Leuven, hetgeen hij vanaf 1970 combineerde met een lesopdracht in het privaatrecht. Aan deze universiteit werd hij in 1971 docent, in 1975 hoogleraar, in 1978 gewoon hoogleraar en in 1987 buitengewoon hoogleraar aan de faculteit Rechten. Van 1983 tot 1987 was hij tevens voorzitter van de afdeling Privaatrecht van de faculteit Rechten van de KU Leuven. In oktober 2007 ging Vandenberghe met emeritaat.

### Politiek
Van 1972 tot 1973 was Vandenberghe adviseur op het kabinet van staatssecretaris van Landbouw en Middenstand Antoon Steverlynck. Vervolgens was hij van 1973 tot 1977 adviseur voor vicepremier en later premier Leo Tindemans. Tevens was hij van 1977 tot 1981 lid van de Vaste Commissie voor Taaltoezicht en zetelde hij van 1984 tot 1990 in de Commissie voor de Rechten van de Mens in Straatsburg.
Van 1977 tot 1992 en van 1995 tot 2001 zetelde Vandenberghe in het nationaal bestuur van de CVP en van 1985 tot 1992 en van 1995 tot 2001 lid van het partijbureau. Daarna was hij van 2001 tot 2010 lid van de algemene vergadering en het politiek bestuur van de CD&V, alsook van 2001 tot 2003 lid van het directiecomité van deze partij.
In 1991 werd hij aangesteld tot gecoöpteerd senator en in 1999 werd hij voor het eerst rechtstreeks in de Senaat verkozen, waar hij bleef zetelen tot in 2010, toen hij niet meer herkozen raakte. In de Senaat zetelde Vandenberghe van 1992 tot 2003 en van 2007 tot 2010 in de commissie Justitie, van 1992 tot 2007 in de commissie Herziening van de Grondwet, die vanaf 1995 de commissie Institutionele Aangelegenheden heette, en van 2007 tot 2010 in de commissie Financiën en Economische Aangelegenheden. Van 1996 tot 1998 was hij voorzitter van de parlementaire onderzoekscommissie naar georganiseerde misdaad in België en van 2000 tot 2003 voorzitter van de opvolgingscommissie inzake georganiseerde criminaliteit.
Van 1995 tot 2003 was Hugo Vandenberghe fractievoorzitter voor CVP/CD&V in de Senaat. Van 2003 tot 2010 was hij ondervoorzitter van de Senaat, van 2003 tot 2007 voorzitter van de commissie Justitie en van 2007 tot 2010 voorzitter van de commissie Institutionele Aangelegenheden. Bovendien was hij van 2008 tot 2010 lid van de Parlementaire Vergadering van de Raad van Europa en de Assemblee van de West-Europese Unie.
Binnen de CD&V was Vandenberghe justitiespecialist. In het bijzonder heeft hij zich ingespannen voor een sterkere evaluatie van nieuwe en bestaande wetgeving. Hoewel Vandenberghe binnen de partij een eerder conservatief profiel had, speelde hij in ethische vraagstukken als het homohuwelijk en de euthanasiekwestie sinds de jaren 1990 eerder een rol van onderhandelaar en streefde hij ernaar een vergelijk te maken tussen verschillende standpunten, dit echter met wisselend succes. Na 1999, toen de CVP in de oppositie belandde, heeft Vandenberghe zich nadrukkelijk tegen de nieuwe Belgische euthanasiewet van socialisten, liberalen en groenen verzet.
Van 1995 tot 2012 was Vandenberghe eveneens gemeenteraadslid van Rotselaar, waar hij van 2007 tot 2012 schepen van Ruimtelijke Ordening, Juridische Zaken, Burgerlijke Stand en Landbouw was.
Hij was van 2002 tot 2008 bestuurder van Syntra Antwerpen en Vlaams-Brabant en voorzitter van Syntra Vlaams-Brabant.

## Boeken
- Woorden van waarde, waarde van woorden, Brussel, 2003.
- (als redacteur) Overheidsaansprakelijkheid, Brugge, 2005.